# Leichtathletik-Länderkampf der Männer 1973 BR Deutschland – Dänemark
| 20. Leichtathletik-Länderkampf mit bundesdeutscher Beteiligung 1973 | 20. Leichtathletik-Länderkampf mit bundesdeutscher Beteiligung 1973 |
| ------------------------------------------------------------------- | ------------------------------------------------------------------- |
|                                                                     |                                                                     |
| Ländervergleich der Männer: BR Deutschland – Dänemark               |                                                                     |
| Austragungsort                                                      | Lübeck                                                              |
| Wettbewerbe                                                         | 21                                                                  |
| Datum                                                               | 1. September                                                        |
| 1. FRG 2. DNK                                                       | 285 Punkte 147 Punkte                                               |
| Chronik                                                             |                                                                     |
| ← FRG-FRA (M)                                                       | FRG-ROU 10kampf (M) →                                               |

Den Vergleich Nummer zwanzig des Länderkampfjahres 1973 trugen die bundesdeutschen Männer am 1. September in Lübeck gegen Dänemark aus. Zum siebten Mal stand dieser Vergleich auf dem Programm, der letzte lag allerdings bereits siebzehn Jahre zurück. Die vorangegangenen Begegnungen hatte Deutschland alle für sich entschieden. Hier in Lübeck waren in den meisten Disziplinen nicht die stärksten bundesdeutschen Leichtathleten am Start.

## Wettbewerbe und Modus
Auf dem Programm standen die bei Länderkämpfen üblichen zwanzig Disziplinen. Hinzu kam das 20.000-Meter-Bahngehen. Damit wurden in diesem Aufeinandertreffen 21 Wettbewerbe durchgeführt. Aus dem olympischen Katalog fehlten nur der Marathonlauf, die beiden Gehdisziplinen und der Zehnkampf. Am Start waren drei Teilnehmer je Land und Wettbewerb. Im 20.000-Meter-Bahngehen vertraten vier Teilnehmer jedes Land, von denen die drei Besten in die Wertung kamen. Die Punktevergabe erfolgte wie im vorangegangenen Vergleich gegen Frankreich über folgendes Schema: 1. Platz: 7 Punkte / 2. Pl.: 5 P. / 3. Pl.: 4 P. / 4. Pl.: 3 P. / … In den Staffeln wurden die Punkte mit fünf zu zwei standardmäßig vergeben.

## Ergebnis
Die Überlegenheit der bundesdeutschen Leichtathleten war groß. Sie entschieden mit Ausnahme des Hochsprungs, den Dänemark gewann, und des 10.000-Meter-Laufs, der unentschieden endete, alle Wettbewerbe für sich. Dabei erzielten sie elf Dreifacherfolge. Die dänischen Sportler kamen außer im Hochsprung auch in den Rennen über 1500, 5000 und 10.000 Meter sowie über 110 Meter Hürden zu Einzelsiegen. Doch auch in diesen Wettbewerben führten die Platzierungen hinter dem erstplatzierten Läufer außer über 10.000 Meter, in dem es ein Remis gab, zu Gewinnen der Disziplinwertungen durch die bundesdeutschen Vertreter. So gab es hier in Lübeck mit 285 zu 147 Punkten einen erneuten klaren Sieg für die bundesdeutsche Mannschaft.

## Legende
Kurze Übersicht zur Bedeutung der Symbolik – so üblicherweise auch in sonstigen Veröffentlichungen verwendet:
| a.K. | außer Konkurrenz |

## Resultate

### 100 m
| Platz | Athlet               | Land | Zeit (s) |
| ----- | -------------------- | ---- | -------- |
| 1     | Klaus-Dieter Bieler  | FRG  | 10,5     |
| 2     | Hartmut Strempel     | FRG  | 10,6     |
| 3     | Ulrich Haupt         | FRG  | 10,7     |
| 4     | Ole Lysholt          | DNK  | 10,8     |
| 5     | Søren Viggo Pedersen | DNK  | 11,0     |
| 6     | Bjarne Madsen        | DNK  | 11,0     |

### 200 m
| Platz | Athlet              | Land | Zeit (s) |
| ----- | ------------------- | ---- | -------- |
| 1     | Klaus-Dieter Bieler | FRG  | 21,1     |
| 2     | Hartmut Strempel    | FRG  | 21,4     |
| 3     | Jürgen Uschmann     | FRG  | 21,6     |
| 4     | Ole Lysholt         | DNK  | 21,8     |
| 5     | Paul Lyhne          | DNK  | 22,3     |
| 6     | Bjarne Madsen       | DNK  | 22,3     |

### 400 m
| Platz | Athlet           | Land | Zeit (s) |
| ----- | ---------------- | ---- | -------- |
| 1     | Bernd Herrmann   | FRG  | 46,6     |
| 2     | Günter Karge     | FRG  | 46,8     |
| 3     | Georg Nückles    | FRG  | 47,1     |
| 4     | Frank Foli       | DNK  | 48,8     |
| 5     | Jørgen Petersen  | DNK  | 49,0     |
| 6     | Morgens de Linde | DNK  | 49,4     |

### 800 m
| Platz | Athlet            | Land | Zeit (min) |
| ----- | ----------------- | ---- | ---------- |
| 1     | Reiner Burmester  | FRG  | 1:49,7     |
| 2     | Heinz Langenbach  | FRG  | 1:50,0     |
| 3     | Sven-Erik Nielsen | DNK  | 1:50,3     |
| 4     | Reinhold Soyka    | FRG  | 1:50,9     |
| 5     | Erik Jørgensen    | DNK  | 1:51,1     |
| 6     | Nils Kahlke       | DNK  | 1:53,1     |

### 1500 m
| Platz | Athlet            | Land | Zeit (min) |
| ----- | ----------------- | ---- | ---------- |
| 1     | Tom Birger Hansen | DNK  | 3:42,2     |
| 2     | Jürgen Roters     | FRG  | 3:43,2     |
| 3     | Christoph Engel   | FRG  | 3:43,6     |
| 4     | Friedrich Kreth   | FRG  | 3:44,4     |
| 5     | Ruben Sørensen    | DNK  | 3:46,8     |
| 6     | Ole Hjorth        | DNK  | 3:50,4     |

### 5000 m
| Platz | Athlet            | Land | Zeit (min) |
| ----- | ----------------- | ---- | ---------- |
| 1     | Gert Kärlin       | DNK  | 14:05,2    |
| 2     | Günter Kohl       | FRG  | 14:06,2    |
| 3     | Willi Jungbluth   | FRG  | 14:15,0    |
| 4     | Hartmut Bräuer    | FRG  | 14:29,6    |
| 5     | Jarne Brøndum     | DNK  | 14:43,0    |
| 6     | Preben B. Nielsen | DNK  | 15:05,8    |

### 10.000 m
| Platz | Athlet            | Land | Zeit (min) |
| ----- | ----------------- | ---- | ---------- |
| 1     | Jørn Lauenborg    | DNK  | 29:17,2    |
| 2     | Wolfgang Krüger   | FRG  | 29:25,2    |
| 3     | Paul Angenvoorth  | DNK  | 29:51,4    |
| 4     | Knut Erik Hede    | FRG  | 29:52,2    |
| 5     | Wilfried Jackisch | FRG  | 30:25,2    |
| 6     | Jørgen Jensen     | DNK  | 30:46,2    |

### 110 m Hürden
| Platz | Athlet           | Land | Zeit (s) |
| ----- | ---------------- | ---- | -------- |
| 1     | Jesper Tørring   | DNK  | 14,3     |
| 2     | Wolfgang Schulze | FRG  | 14,5     |
| 3     | Robert Heiß      | FRG  | 14,5     |
| 4     | Volker Warbende  | FRG  | 14,6     |
| 5     | Steen Petersen   | DNK  | 14,7     |
| 6     | Claus Julius     | DNK  | 14,9     |

### 400 m Hürden
| Platz | Athlet            | Land | Zeit (s) |
| ----- | ----------------- | ---- | -------- |
| 1     | Rolf Ziegler      | FRG  | 51,0     |
| 2     | Fritz Tille       | FRG  | 51,1     |
| 3     | Wolfgang Müller   | FRG  | 51,5     |
| 4     | Lars Nielsen      | DNK  | 53,8     |
| 5     | Ejvind Thorup     | DNK  | 54,0     |
| 6     | Sven-Erik Dreisig | DNK  | 56,0     |

### 3000 m Hindernis
| Platz | Athlet           | Land | Zeit (min) |
| ----- | ---------------- | ---- | ---------- |
| 1     | Reinhard Leibold | FRG  | 8:49,0     |
| 2     | Gerd Frähmcke    | FRG  | 8:56,0     |
| 3     | Karl-Åge Søltoft | DNK  | 8:58,4     |
| 4     | Steen S. Jensen  | DNK  | 9:02,4     |
| 5     | Rolf Burscheid   | FRG  | 9:25,6     |
| 6     | Arne Stigsen     | DNK  | 9:34,4     |

### 4 × 100 m Staffel
| Platz | Besetzung      | Land                                                             | Zeit (s) |
| ----- | -------------- | ---------------------------------------------------------------- | -------- |
| 1     | BR Deutschland | Ulrich Haupt Klaus-Dieter Bieler Günter Wessing Hartmut Strempel | 41,0     |
| 2     | Dänemark       | Paul Lyhne Bjarne Madsen Ole Lysholt Søren Viggo Pedersen        | 41,9     |

### 4 × 400 m Staffel
| Platz | Besetzung      | Land                                                         | Zeit (min) |
| ----- | -------------- | ------------------------------------------------------------ | ---------- |
| 1     | BR Deutschland | Frank Thieme Gerhard Schroeder Reiner Burmester Günter Karge | 3:11,8     |
| 2     | Dänemark       | Erik Jørgensen Jørgen Petersen Morgens de Linde Frank Foli   | 3:19,2     |

### 20.000 m Bahngehen
| Platz | Athlet                 | Land | Zeit (h)  |
| ----- | ---------------------- | ---- | --------- |
| 1     | Helmut Stolte          | FRG  | 1:34:32,6 |
| 2     | Heinrich Schubert      | FRG  | 1:35:18,6 |
| 3     | Leo Frey               | FRG  | 1:38:41,6 |
| 4     | Leif Christensen       | DNK  | 1:42:21,4 |
| 5     | Stanislov Barbuszinsky | DNK  | 1:43:16,4 |
| 6     | Jens Krogsgoard        | DNK  | 1:45:27,2 |
| a.K.  | Dieter Pommerenke      | FRG  | 1:42:41,0 |
| a.K.  | Borgoard               | DNK  | 1:48:50,4 |

### Hochsprung
| Platz | Athlet              | Land | Höhe (m) |
| ----- | ------------------- | ---- | -------- |
| 1     | Jesper Tørring      | DNK  | 2,11     |
| 2     | Lothar Doster       | FRG  | 2,09     |
| 3     | Steen Andersen      | DNK  | 2,03     |
| 3     | Heinz-Günter Zimmer | FRG  | 2,03     |
| 5     | Sven Breum          | DNK  | 2,00     |
| 5     | Reinhard Heidemann  | FRG  | 2,00     |

### Stabhochsprung
| Platz | Athlet             | Land | Höhe (m) |
| ----- | ------------------ | ---- | -------- |
| 1     | Heinz Busche       | FRG  | 5,00     |
| 2     | Willi Schunk       | FRG  | 4,70     |
| 3     | Wolfgang Ritte     | FRG  | 4,60     |
| 4     | Jørgen Jensen      | DNK  | 4,50     |
| 4     | Flemming Johannsen | DNK  | 4,50     |
| 6     | Peter Jensen       | DNK  | 4,20     |

### Weitsprung
| Platz | Athlet                | Land | Weite (m) |
| ----- | --------------------- | ---- | --------- |
| 1     | Hans-Jürgen Berger    | FRG  | 7,67      |
| 2     | Jesper Tørring        | DNK  | 7,38      |
| 3     | Dieter Steinmann      | FRG  | 7,36      |
| 4     | Andreas Gloerfeld     | FRG  | 7,25      |
| 5     | Karsten Kargaard      | DNK  | 6,76      |
| 6     | Preben-Wulf Jürgensen | DNK  | 6,64      |

### Dreisprung
| Platz | Athlet           | Land | Weite (m) |
| ----- | ---------------- | ---- | --------- |
| 1     | Joachim Kugler   | FRG  | 15,58     |
| 2     | Wolfgang Kolmsee | FRG  | 15,36     |
| 3     | Ulrich Killeit   | FRG  | 15,01     |
| 4     | Svend Schink     | DNK  | 14,15     |
| 5     | Søren Münster    | DNK  | 13,39     |
| 6     | Torben Jørgensen | DNK  | 13,11     |

### Kugelstoßen
| Platz | Athlet             | Land | Weite (m) |
| ----- | ------------------ | ---- | --------- |
| 1     | Ferdinand Schladen | FRG  | 19,11     |
| 2     | Josef Forst        | FRG  | 18,62     |
| 3     | Ole Lindskjøld     | DNK  | 17,09     |
| 4     | Wolfgang Barthel   | FRG  | 16,95     |
| 5     | Michael Henningsen | DNK  | 15,22     |
| 6     | Peter-Karl Hansen  | DNK  | 14,40     |

### Diskuswurf
| Platz | Athlet               | Land | Weite (m) |
| ----- | -------------------- | ---- | --------- |
| 1     | Dirk Wippermann      | FRG  | 58,64     |
| 2     | Klaus-Peter Hennig   | FRG  | 58,44     |
| 3     | Karl-Heinz Steinmetz | FRG  | 55,84     |
| 4     | Peter-Karl Hansen    | DNK  | 50,18     |
| 5     | Ole Lindskjøld       | DNK  | 48,12     |
| 6     | Bent Larsen          | DNK  | 45,52     |

### Hammerwurf
| Platz | Athlet            | Land | Weite (m) |
| ----- | ----------------- | ---- | --------- |
| 1     | Hans-Martin Lotz  | FRG  | 66,54     |
| 2     | Manfred Hüning    | FRG  | 66,00     |
| 3     | Gerhard Thiele    | FRG  | 63,34     |
| 4     | Erik Fisker       | DNK  | 59,88     |
| 5     | Ole Lindskjøld    | DNK  | 56,02     |
| 6     | Peter-Karl Hansen | DNK  | 52,88     |

### Speerwurf
| Platz | Athlet           | Land | Weite (m) |
| ----- | ---------------- | ---- | --------- |
| 1     | Elmar Tappe      | FRG  | 77,60     |
| 2     | Jörg Hein        | FRG  | 75,98     |
| 3     | Michael Wessing  | FRG  | 68,32     |
| 4     | Bent Larsen      | DNK  | 65,22     |
| 5     | Ebbe Nøhr        | DNK  | 62,08     |
| 6     | Karsten Kaaglund | DNK  | 56,12     |